# Iso Tipasjärvi och Pieni Tipasjärvi
Iso Tipasjärvi och Pieni Tipasjärvi är en sjö i Finland. Den ligger i kommunen Sotkamo i landskapet Kajanaland, i den centrala delen av landet, 500 km nordost om huvudstaden Helsingfors. Iso Tipasjärvi och Pieni Tipasjärvi ligger 193,1 meter över havet. Den är 23 meter djup. Arean är 10,97 kvadratkilometer och strandlinjen är 57,35 kilometer lång. Sjön  ingår i Uleälvens huvudavrinningsområde. 